# Alfons Pfrenzinger
Alfons Pfrenzinger (* 8. Februar 1887 in Kaltensondheim; † 22. April 1950 in Würzburg) war ein deutscher Gymnasiallehrer und Heimatforscher. Pfrenzinger veröffentlichte eine Vielzahl von Aufsätzen, die insbesondere die mainfränkische Landeskunde zum Thema hatten.

## Leben
Alfons Pfrenzinger wurde am 8. Februar 1887 in Kaltensondheim geboren, das damals Teil des Bezirksamtes Kitzingen im Königreich Bayern war. Über die Familie und Ausbildung Pfrenzingers ist nichts bekannt. Er absolvierte wohl ein Hochschulstudium an der Julius-Maximilians-Universität Würzburg und wurde mit einer Arbeit über die lateinischen Partikel utique promoviert. In der Folgezeit lehrte Pfrenzinger an verschiedenen Gymnasien in Würzburg und nahm später eine Stelle am Gymnasium in Kitzingen, dem heutigen Armin-Knab-Gymnasium, an. In den 1920er Jahren begann Alfons Pfrenzinger heimatkundliche Publikationen zu veröffentlichen. Die meisten Arbeiten wurden in der Beilage des Würzburger Generalanzeigers („Die Frankenwarte“) und der Kitzinger Zeitung („Am fränkischen Herd“) publiziert.
Immer wieder schrieb Pfrenzinger auch für wissenschaftliche Veröffentlichungen. So erschien im Jahr 1938 ein Aufsatz in der Zeitschrift für bayerische Landesgeschichte, in der er die fränkische Bauernauswanderung des 18. Jahrhunderts thematisierte. Pfrenzinger sympathisierte wohl mit der Ideologie der nationalsozialistischen Machthaber. Bereits 1926 bezeichnete er die Juden in Würzburg als „einen Fremdkörper im fränkischen christlichen Volke“ und schrieb: „So oft die gnädigen Herrschaften ihren christlichen Untertanen die 'Abschaffung' der Juden versprachen, so oft ließen sie sie wieder zu des lieben Geldes wegen“. Die Texte aus den 1930er Jahren sind von einer großen Nähe zur Blut-und-Boden-Ideologie geprägt. Pfrenzinger veröffentlichte unter anderem in Reihen, die von der NSDAP bzw. der Gauleitung Mainfranken finanziert wurden. Auch nach dem Zweiten Weltkrieg konnte Pfrenzinger weiter Aufsätze und Bücher herausbringen. Nun stieg die Heimatbeilage der Main-Post („Die Mainlande“) zu seiner bevorzugten Publikationsplattform auf. Alfons Pfrenzinger starb am 22. April 1950 in Würzburg.

## Werke (Auswahl)
- Die Partikel utique. Diss. Universität Würzburg 1919.
- Das Frauenkloster zu Kitzingen chronologischer Abriß und Beiträge zu seiner Geschichte von 1529-1544. Hissiger Verlag, Kitzingen 1925.
- mit Leopold Bachmann: Geschichte der Stadt Kitzingen von der Entstehung bis Ende des Dreißigjährigen Krieges. 1. Auflage, Hissiger Verlag, Kitzingen 1929. 2. Auflage, Högner Verlag, Kitzingen, 2009.
- Beiträge zur Kitzinger Stadtgeschichte. Hissiger Verlag, Kitzingen 1931.
- Das Kitzinger höhere Schulwesen bis zur Mitte des 30jährigen Krieges. Festgabe des Verlags der Kitzinger Zeitung anläßlich der achtundzwanzigsten Versammlung der Mitglieder der Gesellschaft für Fränkische Geschichte am 11. und 12. Juni 1932 in Kitzingen a. M. Hissiger Verlag, Kitzingen 1932.
- Ortsgeschichte von Kaltensondheim. Hissiger Verlag, Kitzingen 1932.
- Die jüngsten Rodungsdörfer im würzburgischen Salzforst (= Schriften aus dem Rassenpolitischen Amt der NSDAP bei der Gauleitung Mainfranken zum Doktor-Hellmuth-Plan Bd. 7). Triltsch-Verlag, Würzburg 1937.
- Die mainfränkische Auswanderung nach Ungarn und den österr. Erbländern im 18. Jahrhundert (= Schriftenreihe der deutschen Forschungen in Ungarn). Heine Verlag, Gräfenhainichen 1941.